# Mads Fenger
Mads Fenger Nielsen, född 10 september 1990, är en dansk fotbollsspelare som spelar för AC Horsens.

## Klubbkarriär
Fenger började spela fotboll i IK Skovbakken. Som 17-åring 2007 gick han över till Randers FC. Efter två år i klubben skrev Fenger på sitt första A-lagskontrakt. Fenger debuterade i Superligaen den 6 april 2009 i en 3–1-förlust mot Odense BK, där han blev inbytt i den 47:e minuten mot Robert Arzumanyan. Totalt spelade Fenger över 200 matcher för Randers och han innehar klubbrekordet för flest spelade matcher.
I februari 2017 värvades Fenger av Hammarby IF, där han skrev på ett treårskontrakt som började gälla i juli 2017. Fenger gjorde allsvensk debut den 17 juli 2017 i en 3–0-förlust mot IF Elfsborg. Den 24 december 2019 förlängde han sitt kontrakt fram över säsongen 2023.I slutet av 2023 fölängde Mads kontrakten med Hammarby över säsongen 2025

## Landslagskarriär
Fenger har spelat fem U19-landskamper och en U20-landskamp för Danmark. Han har även spelat 15 landskamper för Danmarks U21-landslag.